# Boom gazier de l'Indiana

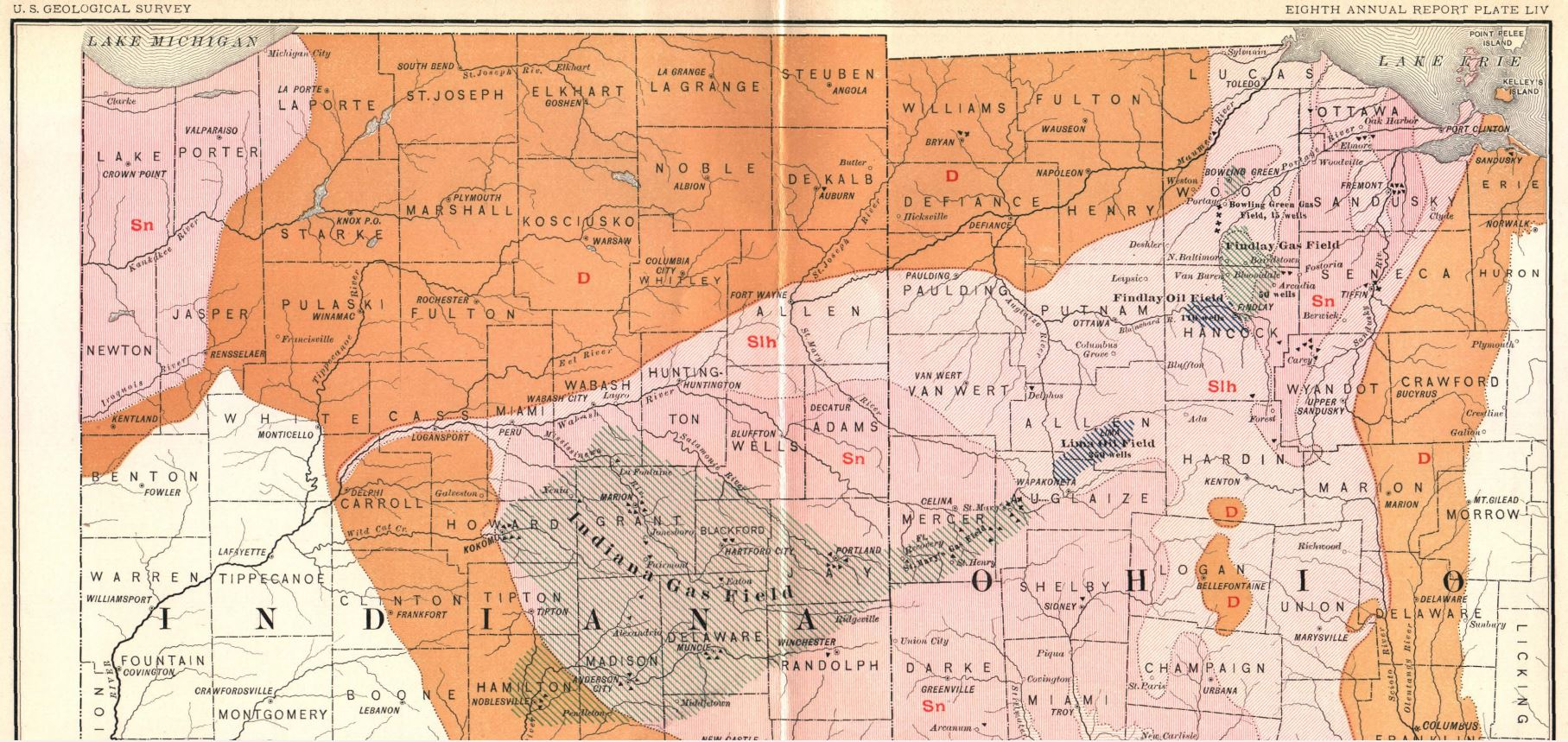
Champ gazier de l'Indiana

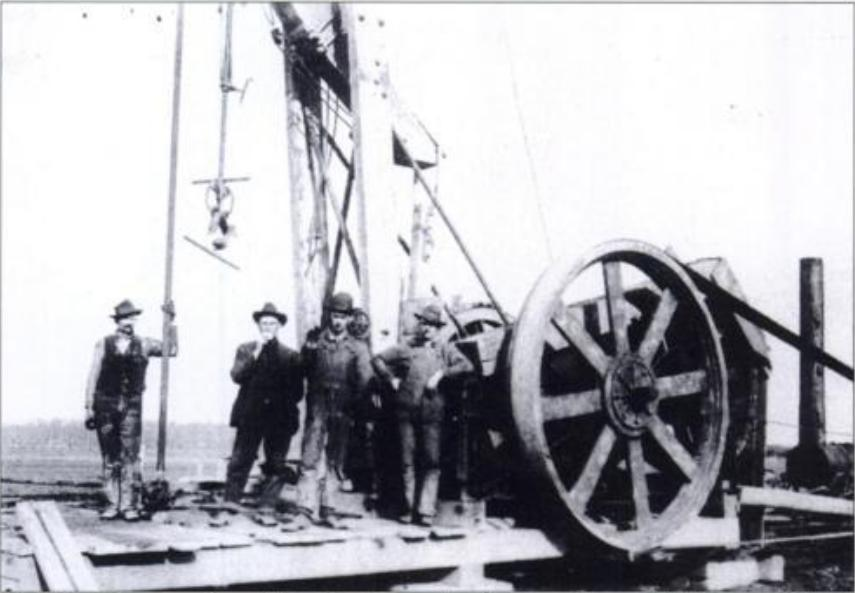
Mineurs de gaz naturel et leur foreuse, près de Kokomo, Indiana, vers 1885.

Le boom gazier de l'Indiana était une période de forage et de production active de gaz naturel dans le champ gazier de Trenton, dans l'État américain de l'Indiana et dans la partie nord-ouest adjacente de l'Ohio. Le boom a commencé au début des années 1880 et a duré jusqu'au début du XXe siècle.
Lorsque la ceinture de gaz naturel de l'Indiana a été découverte, les citoyens n'avaient pas conscience de ce qu'ils venaient de trouver. Près d'une décennie s'est écoulée sans qu'aucune mesure ne soit prise pour récupérer cette ressource. Une fois que l'on a pris conscience de son importance, des explorations plus poussées ont montré que la ceinture de gaz de l'Indiana était le plus grand gisement de gaz naturel découvert jusqu'alors. Outre la quantité massive de gaz naturel, les développeurs ont découvert dans les années 1890 que le champ contenait également la première réserve de pétrole géante découverte aux États-Unis, avec une quantité estimée à un milliard de barils de pétrole. Cette ressource a été rapidement exploitée. Comme le gaz était gaspillé, l'Assemblée générale de l'Indiana a tenté d'en réglementer l'utilisation. Dans une série d'affaires, la Cour suprême de l'Indiana a confirmé la constitutionnalité de la loi.
La mauvaise connaissance des puits de pétrole et de gaz à l'époque a entraîné la perte d'environ 90 % du gaz naturel par évacuation dans l'atmosphère ou par une mauvaise utilisation généralisée. En 1902, le rendement des gisements a commencé à diminuer, ce qui a entraîné le passage à d'autres formes d'énergie. La majeure partie du gaz ayant été extraite du gisement, la pression n'était plus suffisante pour pomper le pétrole hors du sol. On estime qu'il reste 900 millions de barils (140 000 000 m3) de pétrole dans le champ. Les progrès de la technologie d'extraction artificielle ont permis d'extraire une partie du pétrole, mais à un rythme relativement lent et à un coût élevé par rapport à des gisements plus productifs.

## Découverte

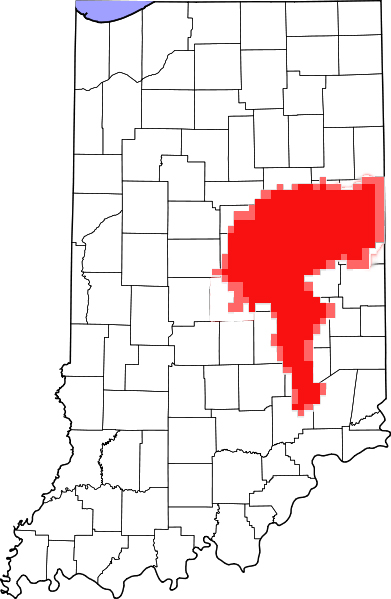
Emplacement du champ gazier de Trenton

Le gaz naturel a été découvert pour la première fois dans l'Indiana en 1876. Des mineurs de charbon de la ville d' Eaton étaient en train de creuser un trou à la recherche de charbon. Après avoir atteint une profondeur d'environ 600 pieds (180 m), un grand bruit est sorti du sol et une odeur nauséabonde s'est dégagée du trou. L'événement a effrayé les mineurs. Certains ont cru qu'ils avaient ouvert une brèche dans le plafond de l'Enfer. Ils ont bouché le trou et n'ont plus foré à cet endroit.
En 1886, le premier puits de gaz commercial de l'Indiana a été construit lorsque George W. Carter, William W. Worthington et Robert C. Bell ont engagé Almeron H. Crannell pour forer un autre puits à Eaton. Crannell a atteint le gaz à une profondeur de 922 pieds (281 m). Lorsque le gaz qui s'échappe est enflammé, la flamme atteint 10 pieds dans les airs. D'autres puits de gaz ont été forés, et dans certains cas, le gaz qui s'échappait a été enflammé pour annoncer la découverte, en supposant que le gaz était inépuisable. La flamme qui en résultait était appelée flambeaux.
La fièvre du gaz s'est emparée de l'État et des milliers de puits de gaz ont été créés. Les explorateurs ont découvert que le champ gazier était le plus grand des champs de gaz naturel découverts jusqu'à cette date, couvrant une superficie de 5 120 milles carrés (13 260,7391232 km2). La ceinture a été baptisée "champ gazier de Trenton". Les foreurs ont trouvé de grandes quantités de pétrole en plus du gaz naturel.

## Boom

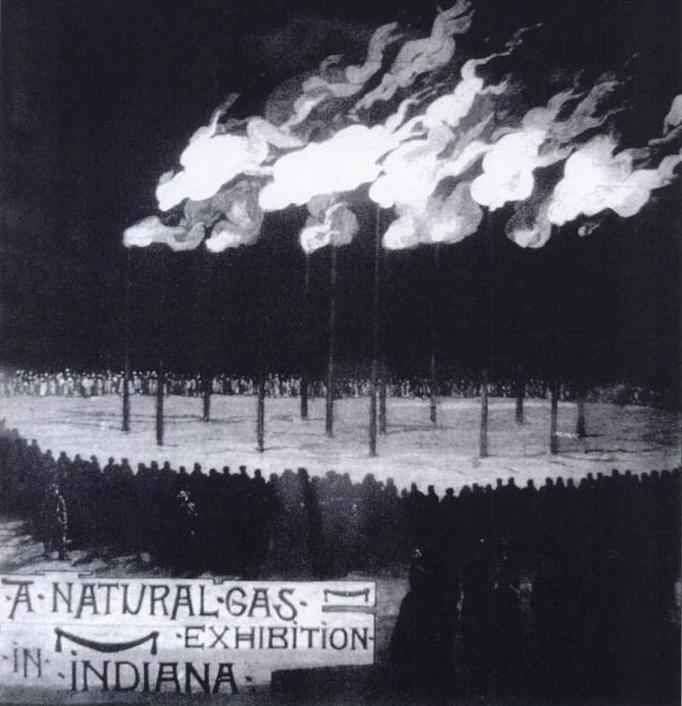
Un flambeau dans l'Indiana, avec plusieurs grandes flammes.

La découverte du gaz a stimulé le développement de l'industrie dans le centre-est de l'Indiana. La Ball Corporation a ouvert ses portes à Muncie, utilisant le combustible bon marché pour fabriquer du verre. D'autres fabricants s'installent également dans la région, notamment la Kokomo Rubber Company, la Hemmingray Bottle and Insulating Glass Company et la Maring, Hart, and Company.
Les fabricants de fer et d'autres métaux, attirés par le combustible bon marché, ont créé des usines. Le combustible bon marché est l'une des principales raisons pour lesquelles U.S. Steel a choisi le nord de l'Indiana pour ses activités. D'autres villes du nord de l'Indiana se sont également développées, notamment Hartford City et Gas City. Gas City se trouvait au centre du champ gazier et avait accès aux pressions les plus fortes, entre 300 livres par pouce carré (2 068,4271879535 kPa) et 350 livres par pouce carré (2 413,1650526124 kPa). En 1892, Gas City comptait 150 habitants, mais deux ans plus tard, sa population était passée à 25 000 habitants.
Les villes situées à l'extérieur du gisement ont été approvisionnées en gaz et le combustible a été exporté dans tout le Midwest. L'Indiana Natural Gas and Oil a été créée par un groupe d'hommes d'affaires de Chicago dirigé par Charles Yerkes. La société a engagé Elwood Haynes comme surintendant et a supervisé la pose du premier gazoduc longue distance aux États-Unis, reliant Chicago au gisement de Trenton, situé à plus de 240 km de là. L'une des principales utilisations du gaz était l'éclairage. La richesse et l'industrie apportées par les puits ont entraîné un déplacement rapide de la population vers le nord de l'Indiana. En comparaison, le sud de l'Indiana ne s'était jamais remis de l'embargo de la guerre de Sécession et était en déclin économique.  Le nord de l'État a attiré de nouveaux emplois. Le boom a entraîné un développement rapide des technologies de pompage et de canalisation par les compagnies pétrolières et gazières de la région. Des inventeurs, tels qu'Elwood Haynes, ont mis au point de nombreux dispositifs et méthodes qui ont fait progresser l'industrie.
Au fur et à mesure que l'utilisation du gaz augmentait, de nombreux scientifiques ont averti que l'industrie gaspillait plus de gaz qu'elle n'en utilisait efficacement et que les réserves allaient bientôt s'épuiser. Presque toutes les villes du nord de l'Indiana possédaient un ou plusieurs puits de gaz. Les producteurs allumaient une flamme au sommet de chaque puits pour montrer que le gaz coulait à flot. L'Assemblée générale de l'Indiana a tenté de mettre un terme à cette pratique en limitant les feux à ciel ouvert. La loi s'est heurtée à une forte opposition. De nombreux dirigeants municipaux, qui en étaient venus à compter sur les revenus du gaz, ont rejeté les allégations selon lesquelles les puits s'assècheraient. Cette pratique gaspillait beaucoup de gaz ; INGO a mené sa propre enquête et a découvert que ses flambeaux gaspillaient 10 000 dollars de gaz par jour, et a ordonné l'arrêt de cette pratique. Malgré ces constatations, les autres entreprises n'ont pas suivi leur exemple. Bien qu'INGO ait mis en œuvre des mesures anti-gaspillage, elle s'est opposée avec virulence aux réglementations qu'elle considérait comme une entrave à la productivité - principalement les réglementations visant à augmenter artificiellement la pression du gaz.
Elwood Haynes a intenté une action en justice un mois après l'adoption de la loi, affirmant que le gouvernement n'était pas habilité à réglementer le secteur. La contestation a traîné devant les tribunaux pendant plusieurs années, jusqu'à ce que la Cour suprême de l'Indiana déclare les lois réglementaires constitutionnelles en 1896.
Presque toutes les communautés de la région de Trenton Field possédaient un puits de gaz. Nombre d'entre eux ont été achetés par les autorités locales, qui ont utilisé les recettes pour financer des équipements collectifs. De nombreuses villes ont installé des éclairages au gaz gratuits dans l'ensemble de leur communauté, alimentés par leurs propres puits de gaz. Les collectivités ont également acheminé du gaz jusqu'aux habitations privées pour fournir un combustible de chauffage bon marché, contribuant ainsi à rendre la vie urbaine plus attrayante. Le gaz a été utilisé pour produire de l'électricité afin de faire rouler les tramways électriques dans plusieurs villes. Des hommes d'affaires ont également créé des sociétés pour acheter le gaz sur les marchés locaux et le vendre en gros sur le marché national.

## Déclin
Les pratiques de gaspillage ont rapidement épuisé le gisement de gaz. Au tournant du siècle, la production des puits a commencé à diminuer. Certaines flambeaux avaient brûlé pendant près de vingt ans ; lentement, leurs flammes sont devenues plus courtes et plus faibles. Les experts modernes estiment que jusqu'à 90 % du gaz naturel est gaspillé dans les flambeaux. En 1903, le besoin des usines et des villes de disposer de sources d'énergie alternatives a conduit à la création de nombreuses centrales électriques au charbon.
Le pétrole a duré quelques années de plus, mais l'inexpérience de l'industrie du forage pétrolier a entraîné des problèmes. Les producteurs n'étaient pas conscients de la relation entre la pression fournie par le gaz naturel et la capacité à pomper le pétrole des puits. La pression a commencé à diminuer rapidement au tournant du siècle. En 1895, la pression était de 164 psi, en 1897 de 191 psi et en 1898 de 173 psi. Lorsque la pression est tombée à environ 150 psi, le pétrole a commencé à pénétrer dans la partie supérieure du gisement, mais comme le gaz naturel avait été libéré et que la pression était tombée à moins de 130 psi, il n'y avait aucun moyen de pomper le pétrole restant dans le gisement.
La production de pétrole dans l'Indiana a atteint son apogée en 1905, avec plus de 11 millions de barils (1 700 000 m3) pompés cette année-là. En 1910, les ressources, autrefois abondantes, se sont réduites comme peau de chagrin. À cette époque, de nouvelles industries s'étaient installées dans l'État et le déclin de l'industrie gazière n'a pas eu d'impact négatif majeur. La disponibilité d'une énergie bon marché avait attiré tant de nouvelles industries que l'Indiana était devenu l'un des principaux États industriels. L'économie du nord de l'Indiana a continué à prospérer jusqu'au début de la Grande Dépression, au cours de la décennie suivante. Au total, on estime que plus de 1 000 milliards de pieds cubes (28 km3) de gaz naturel et 105 millions de barils (16 700 000 m3) de pétrole ont été extraits du gisement.
De plus petites poches de gaz naturel existent dans l'Indiana, à des profondeurs qui ne pouvaient pas être atteintes à l'époque du boom. En 2008, l'État avait encore une petite industrie de production de gaz naturel, mais les habitants et l'industrie consomment environ deux fois plus de gaz naturel que l'État n'en produit. En 2005, il y avait 338 puits de gaz naturel actifs dans le champ de Trenton. En 2006, l'Indiana a produit plus de 290 millions de pieds cubes (8 200 000 m3) de gaz naturel. Cela en fait le 24e État producteur, loin derrière les grands producteurs.
On estime que seuls 10 % du pétrole ont été extraits du champ de Trenton, et qu'il pourrait rester environ 900 millions de barils (140 000 000 m3). En raison de la taille du champ, il est impossible de pomper du gaz dans le puits pour augmenter la pression, comme cela se fait couramment dans les champs plus petits. En raison de la profondeur et des limites des pompes hydrauliques, il n'a jamais été rentable de les utiliser pour extraire le pétrole. Ce n'est que dans les années 1990 que des méthodes efficaces d'extraction artificielle ont été inventées. Cela a permis d'extraire une partie du pétrole, mais à un coût beaucoup plus élevé que lorsqu'il y a suffisamment de gaz naturel.